# Wellingborough Whitworth FC
Wellingborough Whitworth FC is een voetbalclub uit Engeland, die in 1973 opgericht en afkomstig uit Wellingborough. De club speelt anno 2021 bij Spartan South Midlands Football League.

## Erelijst
- United Counties League Division One (1) : 2006-2007
- Rushden & District League Division One (2) : 1975-1976, 1976-1977

## Records
- Meeste toeschouwers in 1 wedstrijd : 1150 vs Wellingborough Town in United Counties League Division One (24 december 2005)
- Grootste overwinning ooit : 16-0 vs Woodford United in United Counties League Division One (17 maart 2014)